# Igrzyska Śródziemnomorskie 2013
17. Igrzyska Śródziemnomorskie – multidyscyplinarne zawody sportowe, które odbyły się w tureckim mieście Mersin w dniach 20–30 czerwca 2013.
W 2007 roku w Pescarze gospodarzem imprezy wybrano dwa greckie miasta – Larisę oraz Wolos, które stosunkiem głosów 37 do 34 pokonały propozycję Rijeki. W pierwszej fazie wyboru odpadała trzecia propozycja czyli Mersin (stosunkiem głosów 31 dla Greków, 24 dla Chorwatów i 13 dla Turków). Z powodów finansowych 28 stycznia 2011 roku Grecy wycofali się z organizacji igrzysk. Po tej decyzji wśród potencjalnych kandydatów wymieniano Hiszpanię (Tarragona), Libię (Trypolis) i Turcję (Mersin) czyli trzy z pięciu miast wymienianych jako kandydaci do przeprowadzenia zawodów tej rangi w 2017 roku. 23 lutego 2011 roku w Rzymie zadecydowano, że igrzyska śródziemnomorskie w 2013 roku zorganizuje Mersin. 4 marca 2011 roku podpisano umowę pomiędzy nowymi gospodarzami imprezy a Międzynarodowym Komitetem Igrzysk Śródziemnomorskich.

## Uczestnicy
Na Igrzyskach Śródziemnomorskich 2013 swoje reprezentacje wystawiły dwadzieścia cztery państwa.
- Albania
- Algieria
- Andora
- Bośnia i Hercegowina
- Chorwacja
- Cypr
- Czarnogóra
- Egipt
- Francja
- Grecja
- Hiszpania
- Liban
- Libia
- Macedonia
- Malta
- Maroko
- Monako
- San Marino
- Serbia
- Słowenia
- Syria
- Tunezja
- Turcja
- Włochy

## Dyscypliny
Program zawodów składał się z dwudziestu ośmiu dyscyplin sportowych, następnie podzielonych na określone konkurencje. W dwóch sportach – pływaniu i lekkoatletyce – rozegrane zostały konkurencje dla zawodników niepełnosprawnych.
- Badminton (4) (szczegóły)
- Bocce (10) (szczegóły)
- Boks (10) (szczegóły)
- Gimnastyka artystyczna (1) (szczegóły)
- Gimnastyka sportowa (14) (szczegóły)
- Judo (14) (szczegóły)
- Kajakarstwo (6) (szczegóły)
- Karate (10) (szczegóły)
- Kolarstwo szosowe (2) (szczegóły)
- Koszykówka (1) (szczegóły)
- Lekkoatletyka (44) (szczegóły)
- Łucznictwo (4) (szczegóły)
- Narciarstwo wodne (2) (szczegóły)
- Piłka nożna (1) (szczegóły)
- Piłka ręczna (2) (szczegóły)
- Piłka wodna (1) (szczegóły)
- Pływanie (40) (szczegóły)
- Podnoszenie ciężarów (28) (szczegóły)
- Siatkówka (halowa) (2) (szczegóły)
- Siatkówka plażowa (2) (szczegóły)
- Strzelectwo (13) (szczegóły)
- Szermierka (6) (szczegóły)
- Taekwondo (8) (szczegóły)
- Tenis stołowy (4) (szczegóły)
- Tenis ziemny (4) (szczegóły)
- Wioślarstwo (7) (szczegóły)
- Zapasy (20) (szczegóły)
- Żeglarstwo (4) (szczegóły)

## Tabela medalowa
| Rk                           | Kraj                         | Złoto                        | Srebro                       | Brąz                         | Razem |
| 1.                           | Włochy                       | 70                           | 52                           | 64                           | 186   |
| 2.                           | Turcja                       | 47                           | 44                           | 37                           | 128   |
| 3.                           | Francja                      | 25                           | 26                           | 45                           | 96    |
| 4.                           | Hiszpania                    | 21                           | 32                           | 29                           | 82    |
| 5.                           | Egipt                        | 21                           | 22                           | 24                           | 67    |
| 6.                           | Grecja                       | 15                           | 18                           | 26                           | 59    |
| 7.                           | Słowenia                     | 13                           | 11                           | 11                           | 35    |
| 8.                           | Serbia                       | 12                           | 11                           | 11                           | 34    |
| 9.                           | Chorwacja                    | 11                           | 7                            | 9                            | 27    |
| 10.                          | Tunezja                      | 9                            | 17                           | 22                           | 48    |
| 11.                          | Algieria                     | 9                            | 2                            | 15                           | 26    |
| 12.                          | Maroko                       | 7                            | 10                           | 11                           | 28    |
| 13.                          | Cypr                         | 2                            | 2                            | 3                            | 7     |
| 14.                          | Albania                      | 1                            | 2                            | 3                            | 6     |
| 15.                          | Czarnogóra                   | 1                            | 1                            | 3                            | 5     |
| 16.                          | Malta                        | 1                            | 1                            | 0                            | 2     |
| 17.                          | San Marino                   | 0                            | 2                            | 3                            | 5     |
| 18.                          | Syria                        | 0                            | 2                            | 0                            | 2     |
| 19.                          | Macedonia Północna           | 0                            | 1                            | 4                            | 5     |
| 20.                          | Bośnia i Hercegowina         | 0                            | 1                            | 3                            | 4     |
| 21.                          | Liban                        | 0                            | 0                            | 2                            | 2     |
| Stan po zakończeniu zawodów. | Stan po zakończeniu zawodów. | Stan po zakończeniu zawodów. | Stan po zakończeniu zawodów. | Stan po zakończeniu zawodów. | 854   |